# Supermodelo 2006
Supermodelo 2006 es un reality show emitido en España, por la cadena de televisión Cuatro.
Su presentadora es la prestigiosa modelo española, Judit Mascó.

## Funcionamiento
El programa transcurre en torno a un centro de formación en el mundo de la moda, con el único propósito de consolidar a la representante de España en el certamen Elite Model Look. Para ello, un equipo de profesionales se encargará del aprendizaje y la superación personal de todas las participantes en el programa (seleccionadas de un casting previo). 

Por otro lado, cada semana tendrá lugar una gala emitida por televisión, en la cual las participantes tendrán que dar todo de sí para seguir en el centro. 

La ganadora del concurso será aquella chica que con su esfuerzo y perseverancia, haya sabido ganarse el respeto del jurado y el cariño de la audiencia, que forma parte decisiva de la elección final.

## Jurado
Los miembros del jurado son los encargados de evaluar a las chicas en las galas y durante los días previos a estas, dictando cada semana los nombres de aquellas chicas menos preparadas.
- Antonia Dell'Atte Modelo
- Moncho Moreno Maquillador
- Paola Dominguín Modelo

## Profesorado
El programa cuenta con un gran equipo de profesionales al servicio de las chicas participantes. 

Imparten clases en el centro de formación, en campos como el estilismo, la pasarela, la fotografía, la expresión corporal (ya sea baile, gimnasia, interpretación...), la nutrición o el protocolo.
- Cristina Rodríguez Estilismo
- Emmanuel Rouzic Fotografía
- Jesús Román Martínez Nutrición
- Jimmy Roca Gimnasia
- Valerio Pino Pasarela
- Paula Galimbardi Interpretación

## Concursantes
| Nombre               | Edad    | Residente | Orden         | Profesión                               |
| María José Gallego   | 19 años | Jaén      | Ganadora      | Estudiante de Administración y Finanzas |
| Yasmín García-Avalo  | 18 años | Tenerife  | 2.ª Finalista | Estudiante de bachillerato              |
| Maythe Prieto        | 17 años | Madrid    | 3.ª Finalista | Estudiante de ESO                       |
| Laura Negrete        | 17 años | Alicante  | 4.ª Finalista | Estudiante de bachillerato              |
| Elisabeth Kweku      | 19 años | Tenerife  | 9.ª Expulsada | Estudiante de bachillerato              |
| Malena Costa         | 16 años | Baleares  | 8.ª Expulsada | Estudiante de ESO                       |
| Graciela Tallón      | 16 años | La Coruña | 7.ª Expulsada | Estudiante de ESO                       |
| Laura Beigveder      | 21 años | Madrid    | 6.ª Expulsada | Estudiante de ADE                       |
| Fina Rodrigo         | 18 años | Valencia  | 5.ª Expulsada | Estudiante de ESO                       |
| Yanira Catalá        | 22 años | Alicante  | 4.ª Expulsada | Modelo                                  |
| Cristina Palavra     | 19 años | Sevilla   | 3.ª Expulsada | Dependienta                             |
| Christel Castaño     | 20 años | Barcelona | 2.ª Expulsada | Estudiante de periodismo                |
| Odilia Pamela García | 19 años | Barcelona | 1.ª Expulsada | Estudiante de bachillerato              |

## Concursantes no seleccionadas
- Ruth Tolín Cantabria
- Paola Ditano Santiago de Compostela
- Kim Schmocker Suiza
- Cristina Cervera Cádiz
- Reyes Pagador Badajoz
- Yrina Catalá Alicante
- Yurena Álvarez Tenerife

## Curiosidades
- Primera concursante en participar en las dos ediciones de SM: Paola Ditano.
- Primeras concursantes hermanas: Yanira y Yrina.
- Primera semana sin nominaciones: Gala 7
- Concursante con más veces de estar entre las 3 nominadas: Malena (5 veces)
- Concursantes con menos veces en estar entre las 3 nominadas: Odilia, Christel, Fina, Cristina y Mª José
- Concursante de mayor edad: Yanira Català, 22 años
- Concursante de menor edad: Graciela Tallón, 16 años

## Eliminaciones
|           | Gala 1   | Gala 2    | Gala 3    | Gala 4    | Gala 5    | Gala 6    | Gala 7   | Gala 8    | Gala 9    | Gala 10   | Gala 11   | Final         |
| --------- | -------- | --------- | --------- | --------- | --------- | --------- | -------- | --------- | --------- | --------- | --------- | ------------- |
| Mª José   | Salvada  | Salvada   | Salvada   | Salvada   | Salvada   | Salvada   | Salvada  | Salvada   | Salvada   | Salvada   | Finalista | GANADORA      |
| Yasmín    | Salvada  | Salvada   | Salvada   | Salvada   | Salvada   | Salvada   | Salvada  | Salvada   | Salvada   | Nominada  | Finalista | 2.ª Finalista |
| Mayte     | Nominada | Salvada   | Salvada   | Salvada   | Salvada   | Salvada   | Salvada  | Salvada   | Salvada   | Salvada   | Finalista | 3.ª Finalista |
| Laura N.  | Salvada  | Salvada   | Salvada   | Salvada   | Salvada   | Salvada   | Salvada  | Salvada   | Nominada  | Salvada   | Finalista | 4.ª Finalista |
| Elisabeth | Salvada  | Salvada   | Salvada   | Salvada   | Nominada  | Salvada   | Salvada  | Salvada   | Salvada   | Nominada  | Expulsada |               |
| Malena    | Salvada  | Salvada   | Salvada   | Salvada   | Salvada   | Salvada   | Nominada | Nominada  | Nominada  | Expulsada |           |               |
| Graciela  | Salvada  | Salvada   | Nominada  | Nominada  | Salvada   | Salvada   | Salvada  | Nominada  | Expulsada |           |           |               |
| Laura B.  | Salvada  | Salvada   | Salvada   | Salvada   | Salvada   | Salvada   | Nominada | Expulsada |           |           |           |               |
| Fina      | Salvada  | Salvada   | Salvada   | Salvada   | Nominada  | Expulsada |          |           |           |           |           |               |
| Yanira    | Salvada  | Nominada  | Salvada   | Nominada  | Expulsada |           |          |           |           |           |           |               |
| Cristina  | Salvada  | Salvada   | Nominada  | Expulsada |           |           |          |           |           |           |           |               |
| Christel  | Salvada  | Nominada  | Expulsada |           |           |           |          |           |           |           |           |               |
| Odilia P. | Nominada | Expulsada |           |           |           |           |          |           |           |           |           |               |

     La concursante fue eliminada por el público vía televoto.
     La concursante era una de las dos nominadas, pero el público decidió no expulsarla.
     La concursante estaba entre las 3 candidatas a la nominación, pero fue salvada por Judit.
     La concursante ganó.

## María José Gallego en Elite Model Look 2007
María José ganó Supermodelo 2006 en una apretada final con Yasmín, con un 52%, por lo tanto se convirtió en nuestra representante en Elite Model Look.
La ciudad de Marrakech (Marruecos) fue la encargada de acoger la final mundial del 2007, el día 10 de febrero. 

Fueron 61 chicas las que se vieron las caras en dicho evento, en representación de todas las partes del planeta.
Entre estas, María José no consiguió hacerse con una plaza entre las 15 finalistas, siendo la victoria para la representante de la República Checa, Denisa Dvořáková, de 15 años de edad, y a la que se le han abierto muchas puertas en este complicado mundo de la moda.
Mayte (3.ª finalista) fue elegida por la organización para acudir también a Elite junto a Mª José y tampoco clasificó.

## Cambios de aspecto
En la Gala n.º 3 se realizaron todos los cambios de look. De las 13 concursantes, solo Odilia Pamela no Participó, debido a que había sido expulsada en la gala 3. Estos fueron los cambios:
- Christel: Le tiñeron el pelo de pelirrojo (lo tenía castaño)
- Cristina: Le cortaron, alisaron, escalaron y oscurecieron (negro más intenso todavía) el pelo
- Yanira: le cortaron el pelo y se lo tiñeron de rubio platino (con el que llegó al programa era castaño con * mechas rubias platino)
- Fina: Le cortaron el pelo y se lo tiñeron de moreno (es castaña)
- Laura B: Le tiñeron el pelo más oscuro
- Graciela: Le cortaron y alisaron el pelo
- Malena: Le pusieron extensiones rubias y castañas
- Elisabeth: Le quitaron el tinte castaño (su cabello es negro)
- Laura N: Le tiñeron y cortaron el pelo bastante corto, a cepillo
- Mayte: le cortaron el pelo por las orejas (posteriormente, cuando fue con Custo se lo volvieron a cortar)
- Yasmín: le cortaron un poco el pelo y se lo escalaron
- Mº José: Le cortaron el pelo y le quitaron las mechas rubias (es castaña oscura)